# Resolución 1447 del Consejo de Seguridad de las Naciones Unidas
La resolución 1447 del Consejo de Seguridad de las Naciones Unidas, adoptada por unanimidad el 4 de diciembre de 2002, tras recordar todas las resoluciones anteriores sobre el Iraq, incluidas las resoluciones 986 (1995), 1284 (1999), 1352 (2001), 1360 (2001), 1382 (2001) y 1409 (2002) relativas al Programa Petróleo por Alimentos, el Consejo, actuando en virtud del Capítulo VII de la Carta de las Naciones Unidas, amplió las disposiciones relativas a la exportación de petróleo o productos derivados del petróleo iraquíes a cambio de ayuda humanitaria por un período adicional de 180 días. 
El Consejo de Seguridad estaba convencido de la necesidad de una medida temporal para proporcionar asistencia humanitaria al pueblo iraquí hasta que el gobierno iraquí cumpliera las disposiciones de las Resoluciones 687 (1991) y 1284 y hubiera distribuido la ayuda de manera equitativa en todo el país. Reafirmó el compromiso de todos los Estados con la soberanía y la integridad territorial del Iraq y su determinación de mejorar la situación humanitaria.
De conformidad con el Capítulo VII de la Carta de las Naciones Unidas, el Programa Petróleo por Alimentos, en su decimotercera etapa, se prorrogó por otros 180 días a partir de las 00:01 hora del Este de Estados Unidos del 5 de diciembre de 2002.  Los ajustes a la Lista de Revisión de Bienes se considerarían y decidirían dentro de los 30 días siguientes a la adopción de la resolución actual. Se solicitó al Secretario General Kofi Annan que informara antes de que transcurrieran 180 días sobre si el gobierno iraquí había distribuido la ayuda equitativamente y una evaluación de la aplicación de la Lista de Revisión de Bienes.
Los Estados Unidos habían retirado un proyecto de resolución en el que solicitaba una prórroga adicional de 14 días del programa mientras se celebraban más debates sobre cambios en la Lista de Productos.  